# Clementia van Hongarije
Clementia van Hongarije (?, februari 1293 — Parijs, 12 oktober 1328) was de tweede echtgenote van de Franse koning Lodewijk X van Frankrijk, en gedurende enkele maanden (van 19 augustus 1315 tot 5 juni 1316) koningin van Frankrijk.
Haar ouders waren koning Karel Martel van Hongarije en Clemence van Habsburg. Voor haar huwelijk met Lodewijk X reisde zij af naar Frankrijk, maar de reis verliep al onder een kwalijk voorteken; het schip dat haar vervoerde leed averij en zonk mét al haar juwelen en bruidsschat. Het huwelijk werd niettemin ingezegend op 19 augustus 1315, vier dagen nadat Lodewijks eerste vrouw Margaretha van Bourgondië dood werd aangetroffen in haar cel, waar zij sinds het zogenaamde schandaal van de Tour de Nesle gevangen zat.
Nog geen jaar later, op 5 juni 1316, overleed ook Lodewijk X. Clementia beviel postuum van een zoontje Jan, dat echter vijf dagen later overleed. De troon was nu vacant: Lodewijks broer Filips, graaf van Poitiers, greep het overspel van Margaretha, Lodewijks eerste vrouw, aan om haar dochter Johanna voor de opvolging opzij te schuiven en werd zelf als Filips V koning van Frankrijk, hierbij gesteund door zijn schoonmoeder Mathilde van Artesië.
In 1318 besloot Clementia de verderfelijke sfeer aan het hof te ontvluchten, en begaf zich naar Aix-en-Provence waar zij non werd in het klooster der dominicanessen. Enkele jaren later keerde zij naar Parijs terug, waar zij op 12 oktober 1328 overleed in een herenhuis genoemd "Hôtel du Temple".

## Voorouders
| Voorouders van Clementia van Hongarije | Voorouders van Clementia van Hongarije                                      | Voorouders van Clementia van Hongarije                                      | Voorouders van Clementia van Hongarije                                         | Voorouders van Clementia van Hongarije                                         | Voorouders van Clementia van Hongarije                                        | Voorouders van Clementia van Hongarije                                        | Voorouders van Clementia van Hongarije                                        | Voorouders van Clementia van Hongarije                                        |
| -------------------------------------- | --------------------------------------------------------------------------- | --------------------------------------------------------------------------- | ------------------------------------------------------------------------------ | ------------------------------------------------------------------------------ | ----------------------------------------------------------------------------- | ----------------------------------------------------------------------------- | ----------------------------------------------------------------------------- | ----------------------------------------------------------------------------- |
| Overgrootouders                        | Karel van Anjou (1227-1285) ∞ 1246 Beatrix van Provence (1234-1267)         | Karel van Anjou (1227-1285) ∞ 1246 Beatrix van Provence (1234-1267)         | Stefanus V van Hongarije (1239-1272) ∞ 1253 Elisabeth van Koemanië (1240-1290) | Stefanus V van Hongarije (1239-1272) ∞ 1253 Elisabeth van Koemanië (1240-1290) | Albrecht IV van Habsburg (1188-1239) ∞ 1217 Heilwig van Kyburg (–na 1263)     | Albrecht IV van Habsburg (1188-1239) ∞ 1217 Heilwig van Kyburg (–na 1263)     | Burchard V van Hohenberg (–) ∞ Mechtildis van Tübingen (-)                    | Burchard V van Hohenberg (–) ∞ Mechtildis van Tübingen (-)                    |
| Grootouders                            | Karel II van Napels (1254-1309) ∞ 1270 Maria van Hongarije (1257-1323)      | Karel II van Napels (1254-1309) ∞ 1270 Maria van Hongarije (1257-1323)      | Karel II van Napels (1254-1309) ∞ 1270 Maria van Hongarije (1257-1323)         | Karel II van Napels (1254-1309) ∞ 1270 Maria van Hongarije (1257-1323)         | Rudolf I (rooms-koning) (1218-1291) ∞ 1245 Gertrude van Hohenberg (1225–1281) | Rudolf I (rooms-koning) (1218-1291) ∞ 1245 Gertrude van Hohenberg (1225–1281) | Rudolf I (rooms-koning) (1218-1291) ∞ 1245 Gertrude van Hohenberg (1225–1281) | Rudolf I (rooms-koning) (1218-1291) ∞ 1245 Gertrude van Hohenberg (1225–1281) |
| Ouders                                 | Karel Martel van Anjou (1271-1295) ∞ 1270 Clemence van Habsburg (1262-1295) | Karel Martel van Anjou (1271-1295) ∞ 1270 Clemence van Habsburg (1262-1295) | Karel Martel van Anjou (1271-1295) ∞ 1270 Clemence van Habsburg (1262-1295)    | Karel Martel van Anjou (1271-1295) ∞ 1270 Clemence van Habsburg (1262-1295)    | Karel Martel van Anjou (1271-1295) ∞ 1270 Clemence van Habsburg (1262-1295)   | Karel Martel van Anjou (1271-1295) ∞ 1270 Clemence van Habsburg (1262-1295)   | Karel Martel van Anjou (1271-1295) ∞ 1270 Clemence van Habsburg (1262-1295)   | Karel Martel van Anjou (1271-1295) ∞ 1270 Clemence van Habsburg (1262-1295)   |